# スカーフェイス (映画)
『スカーフェイス』（原題：Scarface）は、1983年のアメリカ映画。監督はブライアン・デ・パルマ、主演はアル・パチーノ。キューバからアメリカにやってきた青年トニー・モンタナが、コカインの密売でのし上がり、自滅していく様子を描いた作品。1932年のギャング映画『暗黒街の顔役』（こちらも原題はScarface）を、当時の社会情勢を踏まえ、キューバ人青年を主人公にオリバー・ストーンが脚色した。
全米興行収入週末成績初登場2位（1983年12月9日-11日付）のヒットを記録し、ゴールデングローブ賞ではジョルジオ・モロダー（作曲賞）、スティーブン・バウアー（助演男優賞）、アル・パチーノ（主演男優賞）がノミネートされた。
日本における公開は1984年4月28日。

## あらすじ
1980年、キューバから反カストロ主義者として追放され（マリエル難民事件）、フロリダ州マイアミへとやってきた犯罪者トニー・モンタナは、その素性から合衆国の永住権を認められず難民の隔離施設へと収容される。そこでトニーは、同じ施設送りになった弟分のマニーらと共に、マイアミの麻薬王フランク・ロペスの一味の依頼で元キューバ政府の職員を殺害し、その報酬としてグリーンカードを得る。その後、トニーは食堂の皿洗いで生計を立てるもののすぐに嫌気が差し、フランクの右腕・オマールから斡旋された闇の仕事を受ける。
コロンビア人のコカイン売人との取引で騙され、命の危険に晒されるも何とか切り抜けたトニーはフランクに認められ、マニーらと共に彼から直接仕事を請け負うようになった。トニーはフランクの情婦・エルヴィラに心奪われつつも、同じくアメリカに来ていた生き別れの母と妹のジーナを金銭的に支援しようとするが、母親は犯罪に手を染める息子を拒絶する。溺愛するジーナに金を握らせて帰途に就くトニーは、妹に手を出さないようマニーに厳命する。
やがてトニーは、ボリビアの麻薬王ソーサとの取引のため、フランクの代理のオマールと共に現地に派遣される。取引の大きさに尻込みするオマールを差し置いて交渉しようとするトニーを気に入ったソーサは、オマールを「かつて当局の犬として仲間たちを売っていた」と告げて処刑させ、トニーに取引を任せる。アメリカに戻り意気揚々とフランクに報告したトニーだったが、フランクは独断専行で大金のかかる取引をしたことと、オマールの過去自体がソーサの嘘である可能性に言及し、不快感を露にする。
ある夜、クラブに寄ったトニーは、麻薬取締課のバーンスタイン刑事に政府職員殺しを指摘され、犯罪に目をつぶる代わりに上納金を払うよう脅される。更にジーナが他の組織のチンピラと遊んでいる姿を目撃し、チンピラを追い出してジーナを無理やりマニーに送らせる。一人憮然として座り込むトニーだったが、暗殺者に狙われていることを悟り、負傷しつつも間一髪クラブを脱出した。フランクがバーンスタインに職員殺しを垂れこみ、暗殺者を放ったと看破したトニーは、マニーや他の子分達とフランクの事務所に乗り込み、居合わせたバーンスタイン共々フランクを殺害して、ビジネスとエルヴィラを乗っ取る。全てを手にし、ふと空を眺めるトニーの目に映ったのは、宣伝用の飛行船に書かれた"The World is Yours"（世界はあなたのもの）の文字だった。
新たなマイアミの麻薬王として君臨し、ソーサからのコカインで大儲けするトニーは、大邸宅を建ててエルヴィラと結婚生活を始める。しかし、トニーはコカインの常用によって次第に変調し、エルヴィラやマニーとも確執が生じるようになる。更に潜入捜査官に脱税の証拠を押さえられ、起訴されれば長期の懲役も免れ得ない状況に追い込まれる。自分たちの境遇に絶望し我慢の限界に達したエルヴィラは、トニーに「私たちは負けたのよ」と言い放ち、何処かへ去っていった。
ソーサはトニーを呼び寄せ、自分たちの麻薬ビジネスを調査しているジャーナリストの暗殺を手伝えば、裁判所に手を回して罰金刑ですませる取引を持ち掛ける。トニーはソーサの部下を伴ってニューヨークへ飛び、ジャーナリスト一家が乗った車を爆破しようとするが、女子供を巻き込むことを拒否し、ソーサの部下を射殺してしまう。ジャーナリストが国連議会で告発の演説を行ったことで、ビジネスの崩壊を悟ったソーサは、トニーの抹殺を決断する。
マイアミへ戻ってきたトニーは、彼が溺愛するあまりに素行が乱れたジーナのことで母に罵られる。ジーナの新居に向かったトニーは、実は密かにジーナと結婚していたマニーと鉢合わせすると、彼を衝動的に射殺してしまう。トニーはやむなくジーナを連れて邸宅に帰り、執務室に閉じこもると、さらに大量のコカインを吸って現実逃避する。そこに兄の暴挙によって発狂したジーナが現れ、トニーが自分に執着するのは、自分の体を欲しがっているからだろうと言い放ちながら、トニーを銃撃する。
その頃、ソーサの放った殺し屋達が邸宅に侵入し、見張りを始末して執務室のベランダに忍び込んでいた。そして執務室に突入した殺し屋にジーナが射殺される。何もかもを失ったトニーは自動小銃を手に、たった1人で大量の殺し屋に立ち向かい返り討ちにしていくが、最期は背後から散弾銃で撃たれ、階下の噴水池に落ちる。"The World is Yours"と書かれた噴水の像が、うつぶせで浮かぶトニーの死体を見下ろしていた。

## キャスト
| 役名                           | 俳優                                   | 日本語吹替   | 日本語吹替   | 日本語吹替 |
| 役名                           | 俳優                                   | テレビ朝日版 | テレビ東京版 | ソフト版   |
| ------------------------------ | -------------------------------------- | ------------ | ------------ | ---------- |
| アントニオ・“トニー”・モンタナ | アル・パチーノ                         | 樋浦勉       | 磯部勉       | 山路和弘   |
| マニー・リベラ                 | スティーヴン・バウアー                 | 石丸博也     | 谷口節       | 楠大典     |
| エルヴィラ・ハンコック         | ミシェル・ファイファー                 | 戸田恵子     | 高島雅羅     | 石塚理恵   |
| ジーナ・モンタナ               | メアリー・エリザベス・マストラントニオ | 土井美加     | 深見梨加     | 岡寛恵     |
| フランク・ロペス               | ロバート・ロッジア                     | 石田太郎     | 小林勝彦     | 菅生隆之   |
| オマー・スアレス               | F・マーリー・エイブラハム              | 仲木隆司     | 麦人         | 牛山茂     |
| アレハンドロ・ソーサ           | ポール・シェナー                       | 井上孝雄     | 金内吉男     | 石塚運昇   |
| メル・バーンスタイン           | ハリス・ユーリン                       | 藤本譲       | 筈見純       | 佐々木梅治 |
| トニーの母親                   | ミリアム・コロン                       | 瀬能礼子     | 竹口安芸子   | 野村須磨子 |
| チチ                           | アンヘル・サラザール                   | 喜多川拓郎   |              | 河相智哉   |
| アーニー                       | アルナルド・サンタナ                   | 玄田哲章     |              | 北川勝博   |
| エンジェル                     | ペペ・セルナ                           |              |              |            |
| ニック                         | マイケル・P・モラン                    | 島香裕       | 島香裕       | 乃村健次   |
| ヘクトル                       | アル・イズラエル                       | 加藤精三     |              | 円谷文彦   |
| フェルナルド                   | リチャード・デルモンテ                 |              | 江原正士     |            |
| ジェリー                       | デニス・ホラハン                       |              |              | 大滝寛     |
| アルベルト                     | マーク・マーゴリス                     | 納谷六朗     |              | 仲野裕     |
| シェフィールド                 | マイケル・オールドレッジ               |              |              | 秋元羊介   |
| サイデルバウム                 | テッド・ベニアデス                     |              |              | 北川勝博   |

- テレビ朝日版 - 初放送1989年5月28日 『日曜洋画劇場』

その他声の出演：村松康雄、小島敏彦、秋元羊介、小関一、宮田光、荒川太郎、岡のりこ、藤夏子
演出：小山悟、翻訳：平田勝茂、効果：リレーション、東上別符精、調整：切金潤
- テレビ東京版 - 初放送1991年3月28日 『木曜洋画劇場』

その他声の出演：千田光男、稲葉実、星野充昭、増岡弘、小室正幸、西村知道、秋元羊介、田原アルノ、安永沙都子
演出：伊達康将、翻訳：平田勝茂、効果：リレーション、調整：西村善雄、担当：熊沢博之、大谷俊賢、プロデューサー：三島良広、小長光信、配給：日本MCA、制作：テレビ東京、東北新社、制作協力：テレビハウス
- ソフト版 - 初発売2004年5月26日

その他声の出演：斉藤次郎、竹田雅則、水落幸子、大野エリ
演出：高橋剛、翻訳：久保喜昭、制作：ACクリエイト

## スタッフ
- 監督：ブライアン・デ・パルマ
- 製作：マーティン・ブレグマン
- 製作総指揮：ルイス・A・ストローラー
- 撮影：ジョン・A・アロンゾ、A．S．C.
- 音楽：ジョルジオ・モロダー
- 脚本：オリバー・ストーン

## 『暗黒街の顔役』との相違点
ハワード・ホークスが手がけた『暗黒街の顔役』のリメイク作品で、部分部分に違いが見られるものの、基本的な話の流れは原作と変わらない。
大きな相違点は、主人公の出自がキューバ人ということになっていることである。原作では警察が彼への包囲網を強め、結果として死に至るが、本作では警察の捜査により摘発されたトニーが、それから逃れるために同盟関係にある男から人殺しの依頼を受け、しかしそれができず死に至るという展開であることなどが挙げられる。
『暗黒街の顔役』の上映時間92分に対し、『スカーフェイス』は170分あり、電動ノコギリによる拷問シーンなどリメイクオリジナルのシーンも多数ある。

## 影響
公開当時は、決して評論家などからの評価は高くなかったが、その後時間の経過と共にマフィア映画のカルト的な傑作としての評価が確立し、特に黒人の若者たちの間では熱狂的に支持されるようになった。今では都市部のギャングのライフ・スタイルのバイブルとして、この作品と主人公のトニー・モンタナは、映画を超えた文化的アイコンとなっている。また、そうした社会的な影響の中でも、特にギャングスタ・ラップに於いてはこの作品のイメージはアイコンとして何度も引用され、アーティストたちの歌詞に大きな影響を与えている。
全世界で大ヒットしたRockstar Games社のコンピュータゲーム『Grand Theft Auto: Vice City』は、本作の影響を受けた作品として知られている。
主人公トニー・モンタナの台詞 "Say hello to my little friend!（「これがご挨拶だ!」）" は、アメリカン・フィルム・インスティチュート (AFI)が選んだ「アメリカ映画の名セリフベスト100」の61位に選ばれ、現在でも映画やテレビ番組などで度々引用される。

## ゲーム版
2006年にVivendi Games社から本作のビデオゲーム版『Scarface: The World is Yours』（対応機種：PS2、Xbox（Xbox 360対応）、Wii（2007年発売）、Windows）が発売された（日本語版は未発売）。ストーリーは映画版の「If」をテーマにしており、ラストの襲撃を辛うじて生き延びたものの富も権力も全て失ったトニーが、ソーサ一味に復讐するために再び成り上がっていく、という筋書き。本編同様、スラングや暴力描写がふんだんに盛り込まれている。
ゲーム内容は敵対するギャングと戦いつつ、麻薬売買やマネーロンダリングを通じて資金を稼ぐというもの。ある程度持ち合わせができればマイアミの物件（トニーの屋敷も含む）を買い漁ったり、表社会のビジネスに投資したりして徐々に勢力を取り戻していくことができる。三人称視点のゲーム画面や自動車の運転など、一見『GTAシリーズ』に似通った作風ではあるが、街中で銃を構えたり自動車を盗んだりすれば即座に通報されてしまうなど、『GTA』とは異なったコンセプトに仕上がっている（こうした事情から自動車は自分で購入したり部下に電話して調達しなければならない）。
なお、トニーの声を出しているのはアル・パチーノ本人ではなく、彼が推薦した声優のアンドレ・ソグリウゾである。

## リメイク
2011年にユニバーサル・スタジオはスカーフェイスの新しい作品を企画中であることを発表した。スタジオは、新しい作品は続編でもリメイクでもないと述べているが、実質的にはアメリカンドリームを狙うギャングのボスといった本作と、その前身である『暗黒街の顔役』を踏まえた作品となる。
2016年8月に『デッドライン・ハリウッド』は、アントワン・フークアが監督に、また、9月に『バラエティ』がテレンス・ウィンターが脚本を務めると報じた。主演はディエゴ・ルナ。設定は現代のロサンゼルスを舞台にメキシコ移民の主人公に置き換えられている。しかし、2017年1月にフークアは『イコライザー』の続編のために降板し、脚本の担当者の一人であるデヴィッド・エアーが監督になったがそれも7月に降板が発表された。
2018年3月、フークアが新たな脚本で再び監督となることを発表されたが、またもや降板となった。
2020年、監督にルカ・グァダニーノが起用、コーエン兄弟が脚本を担当することが発表された。主演はディエゴ・ルナがつとめるとされていたが、降板したことを明かしたため、現在のところ明らかになっていない。